# خورشیدگرفتگی ۲۷ مارس ۱۹۴۱
خورشیدگرفتگی ۲۷ مارس ۱۹۴۱ (به انگلیسی: Solar eclipse of March 27, 1941) یک خورشیدگرفتگی از نوع خورشیدگرفتگی حلقه‌ای است. این خورشیدگرفتگی در تاریخ ۲۷ مارس ۱۹۴۱ میلادی (‎۷ فروردین ۱۳۲۰ خورشیدی) روی داد که زمان اوج آن، ساعت ۲۰:۰۸:۰۸ به‌وقت ساعت هماهنگ جهانی بوده‌است. مدت زمان و طول این خورشیدگرفتگی ۷ دقیقه و ۴۱ ثانیه بود.